# Анісето Есківель Саенс
Анісето дель Карман Есківель Саенс (ісп. Aniceto del Carmen Esquivel Sáenz; 18 квітня 1824 — 22 жовтня 1898) — костариканський політик, восьмий президент Коста-Рики.

## Біографія
Навчався в католицькій школі Санто-Томас, де здобув вищу освіту зі ступенем у царині філософії. 1844 року став професором латини в Картаго. Пізніше він здобув ступінь з права в Університеті Сан-Карлос у Гватемалі.
Окрім викладацької практики та членства в Ліберальній партії, Есківель займався комерційною та банківською діяльністю, в чому досягнув значних успіхів. 1877 року він став одним із засновників і головних партнерів Банку Союзу (нині Банк Коста-Рики).
Есківель обіймав посади судді в Сан-Хосе, судді Верховного суду, члена Установчих зборів 1859, 1870 та 1880 років, секретаря внутрішніх справ, секретаря зовнішніх зв'язків (1868—1869), державного міністра (1870—1872), депутата Конгресу від Сан-Хосе (1872—1876 і 1884—1892) та Пунтаренасу (1895—1896), а також голови Конституційних зборів (1886—1889 та 1891).

### Президентство
За результатами виборів, що відбулись у квітні 1876 року, Есківель здобув перемогу та замінив на посаді президента Томаса Ґвардію Ґутьєрреса.
Есківель прийняв політику примирення та попередження загрози війни між Коста-Рикою та Нікарагуа. За його каденції 1 січня було встановлено початком фінансового року, а також було підписано договір Ґвардії-Саласара з Гватемалою.
Водночас президент серйозно конфліктував і дистанціювався від генерала Ґвардії, який обіймав посаду головнокомандувача армії. Зрештою таке протистояння вилилось у те, що Есківеля було усунуто від влади в результаті військового перевороту, що відбувся 30 липня. Тимчасовим президентом було проголошено Вісенте Ерреру Селедона.